# Benedetto Vinaccesi
Benedetto Vinaccesi (Brescia, c. 1670 – Venise, 25 décembre 1719) est un compositeur et organiste italien.

## Biographie
Benedetto Vinaccesi est maestro di cappella dans diverses villes d'Italie du Nord, notamment à Mantoue et Brescia. À Venise, il est organiste adjoint de la basilique de San Marco et maître de chapelle de l'Ospedale degli Innocenti.
Les sonates de chambre op. 1, sont souvent citées car elles sont les premières à utiliser le menuet.

## Œuvre
Il a composé de la musique sacrée, de la musique instrumentale, des opéras, des oratorios et des cantates.

### Oratorios
- Gioseffo che interpreta i sogni (livret de Giovanni Battista Neri. Modene, Oratorio de San Carlo, 1692)
- Susanna (livret de Giovanni Battista Bottalini. Modene, 1694)
- Il cuor nello scrigno (livret de Francesco Arisi. Cremona, 13 juin 1696)
- Li diecimila martiri crocefissi (livret de Aurelio Paolini. Brescia, 22 juin 1698)

### Opéras
- Chi è causa del suo mal pianga sé stesso (Pastorale per musica. livret de Francesco Arisi. Rome, 1697)
- L'innocenza giustificata (Dramma per musica. livret de Francesco Silvani. Venise, Teatro Vendramin di San Salvatore, 24 décembre 1698)
- Gli amanti generosi (Dramma per musica. livret de Giovanni Pietro Candi. Venise, Teatro di Sant'Angelo, 5 janvier 1703)
- Sfoghi di giubilo per la nascita del Serenissimo Duca di Bretagna (Serenata. libretto di Pietro Robert. Venise, 21 juin 1704)

### Musique publiée
- Suonate da camera a tre, due violini, violoncello, & cembalo... Opera Prima (Venise, 1687)
- Sfere armoniche overo sonate da chiesa a due violini, con violoncello, e parte per l'organo... Opera Seconda (Venise, 1692)
- Il consiglio degli amanti overo Cantate da camera a voce sola... Opera Terza (perdu. Venise, 1688)
- Motetti a due, e tre voci (Venise, 1714)